# Stanford Financial Group
Le Stanford Financial Group était un conglomérat américain contrôlant un ensemble d'entreprises fournissant des services financiers à environ 30 000 clients. Détenu à titre privé, son siège était à Houston, États-Unis et il était dirigé par l'escroc Allen Stanford, surnommé « le petit Madoff ».
Le 17 février 2009, à la suite d'allégations de fraude, des agents fédéraux américains mettent sous tutelle l'entreprise  qui s'avère être un système de Ponzi massif. Allen est condamné pour fraude et association de malfaiteurs à 110 ans d'emprisonnement en 2012 ainsi que deux de ses collaborateurs chacun à 20 ans.